# Mapa de Henon

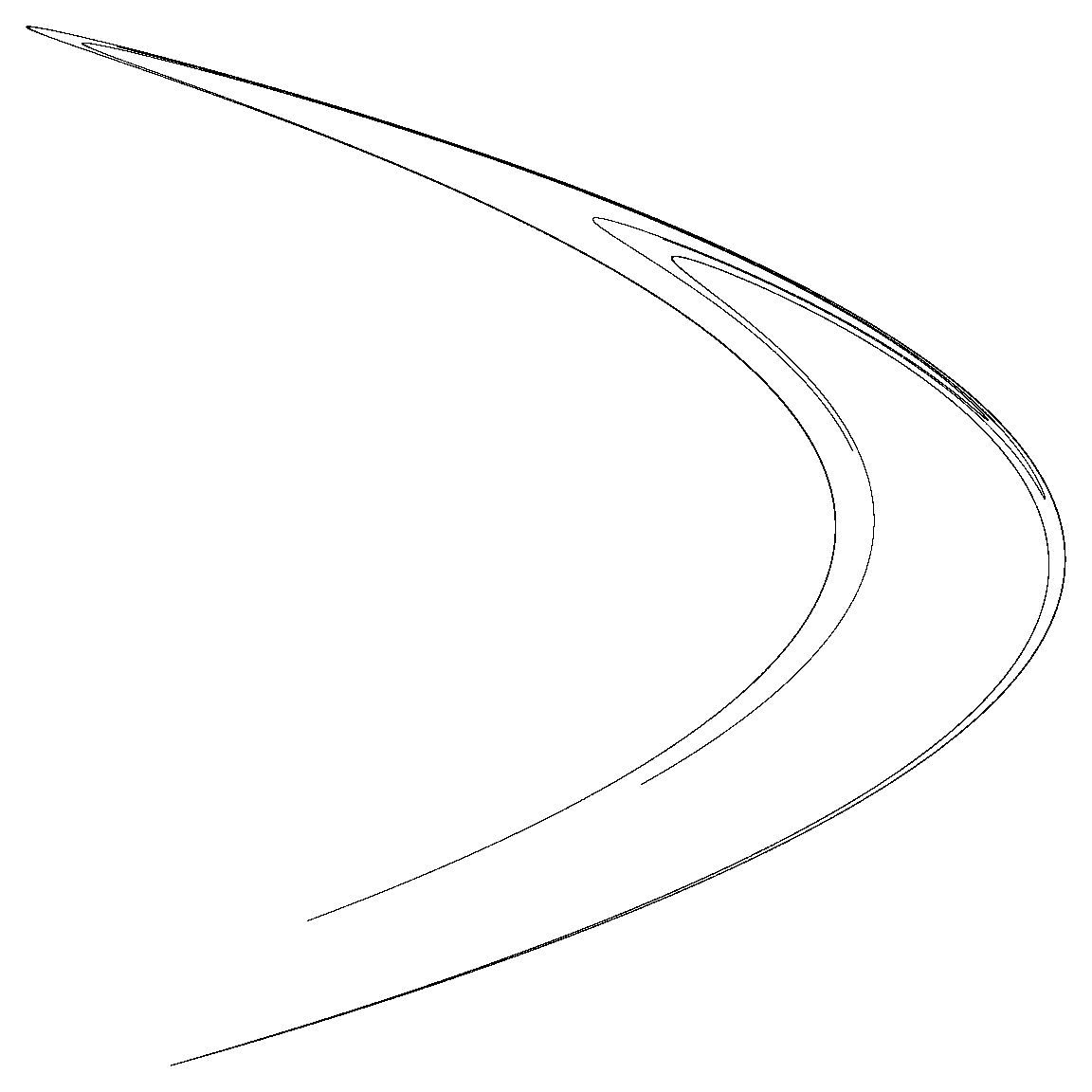
Atractor de Hénon para a = 1.4 y b = 0.3

Atractor de Hénon para a = 1.4 y b = 0.3

El mapa de Hénon es un sistema dinámico discreto en el tiempo. Es uno de los ejemplos de sistemas dinámicos más estudiado que muestra comportamiento caótico. El mapa de Hénon toma un punto (xn, yn) en el plano y lo mapea a un punto nuevo
{\displaystyle {\begin{cases}x_{n+1}=1-ax_{n}^{2}+y_{n}\\y_{n+1}=bx_{n}.\end{cases}}}
El mapa depende de dos parámetros, a y b, el cual para el mapa clásico de Hénon tiene valores de a = 1.4 y b = 0.3. Para los valores clásicos el mapa de Hénon es caótico. Para otros valores de a y b el mapa puede ser caótico, intermitente, o converger a una órbita periódica.  Una visión general del tipo de comportamiento del mapa en valores de parámetro diferentes puede ser obtenido de su diagrama de órbita.
El mapa fue introducido por Michel Hénon como modelo simplificado de la sección de Poincaré del modelo de Lorenz.   Para el mapa clásico, un punto inicial del plano se acercará uno cualquiera del conjunto de puntos conocidos como el atractor extraño de Hénon, o divergirá al infinito. El atractor de Hénon es un fractal, liso en una dirección y un conjunto de Cantor en el otro. Las estimaciones numéricas muestran una dimensión de correlación de 1.25 ± 0.02 y una dimensión de Hausdorff de 1.261 ± 0.003 para el attractor del mapa clásico.

## Atractor

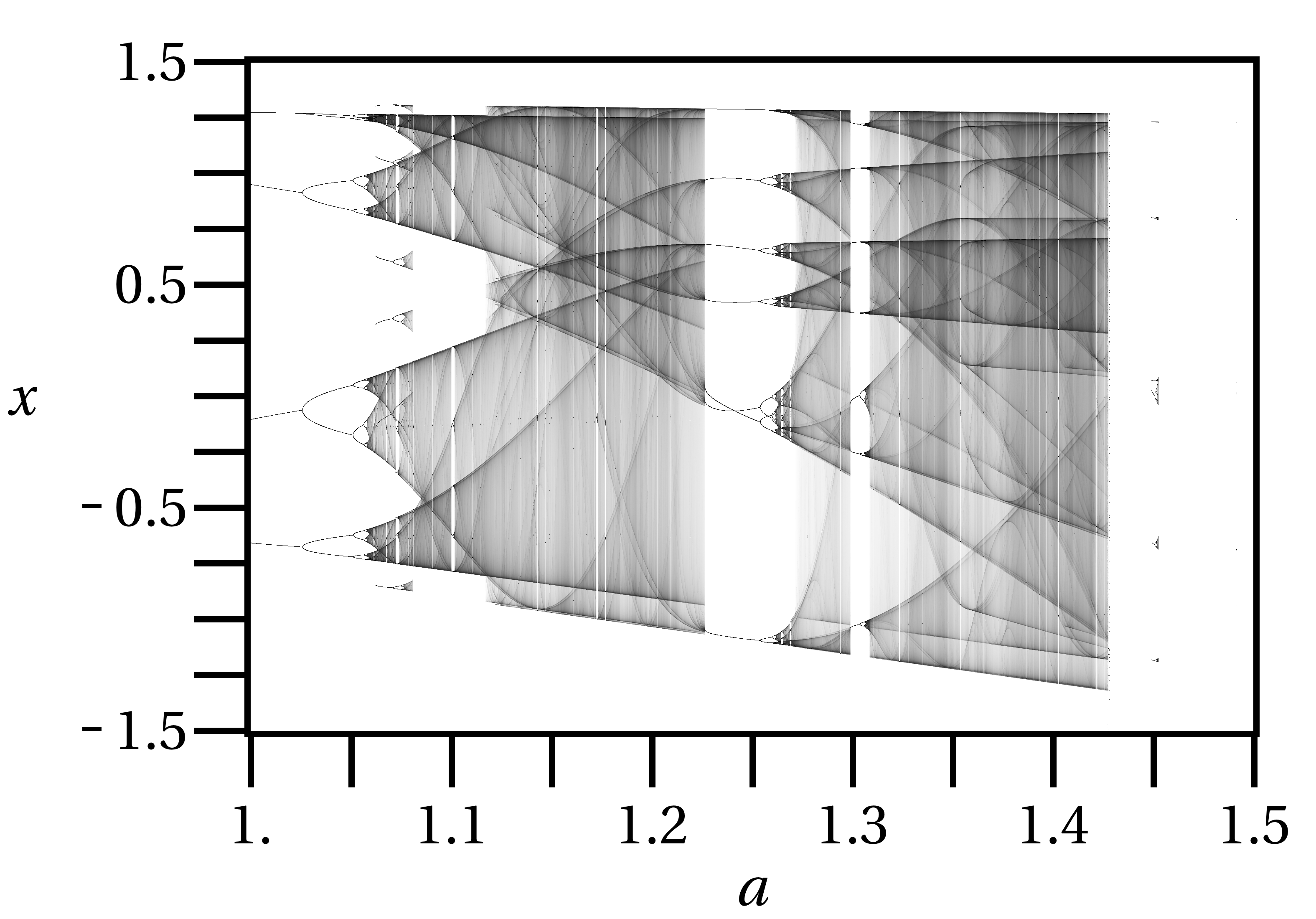
Esquema de órbita para mapa de Hénon con b=0.3. Densidad más alta (más oscuro) indica probabilidad aumentada de que la variable x adquiriera ese valor para el valor dado de a. Notar las regiones de satélite de caos y periodicidad alrededor de a=1.075 -- estos pueden surgir dependiendo de las condiciones iniciales para x e y.

El mapa de Hénon mapea dos puntos: estos son los puntos invariables.  Para los valores clásicos de a y b del mapa de Hénon, uno de estos puntos es en el atractor:
{\displaystyle x={\frac {{\sqrt {609}}-7}{28}}\approx 0.631354477,}
{\displaystyle y={\frac {3\left({\sqrt {609}}-7\right)}{280}}\approx 0.189406343.}
Este punto es inestable. Puntos cercanos a este punto fijo y a lo largo de la pendiente 1.924 se acercarán al punto fijo y puntos a lo largo de la pendiente -0.156 se apartarán del punto fijo.  Estas pendientes surgen de la linearización del colector estable y colector inestable del punto fijo. El colector inestable del punto fijo en el atractor está contenido en el attractor extraño del mapa de Hénon.
El mapa de Hénon no tiene un atractor extraño para todos los valores de los parámetros a y b.  Por ejemplo, manteniendo b fijado en 0.3 el diagrama de bifurcación muestra que para a = 1.25 el mapa de Hénon tiene una órbita periódica estable como atractor.
Cvitanović Et al. ha mostrado cómo la estructura del atractor extraño de Hénon puede ser entendido en términos de órbitas periódicas inestables dentro del atractor.

## Descomposición
El mapa de Hénon puede ser descompuesto a una curva que preserva área:
,{\displaystyle (x_{1},y_{1})=(x,1-ax^{2}+y)\,}
Una contracción en la dirección x:
,{\displaystyle (x_{2},y_{2})=(bx_{1},y_{1})\,}
Y una reflexión en la línea y = x:
.{\displaystyle (x_{3},y_{3})=(y_{2},x_{2})\,}